# Любоіванівська сільська рада
Лю́боіва́нівська сільська́ ра́да — орган місцевого самоврядування в Арбузинському районі Миколаївської області. Адміністративний центр — село Любоіванівка.

## Загальні відомості
- Територія ради: 0,218 км²
- Населення ради: 410 осіб (станом на 2001 рік)
- Територією ради протікає річка Малокорабельна.

## Населені пункти
Сільській раді підпорядковані населені пункти:
- с. Любоіванівка

## Склад ради
Рада складається з 16 депутатів та голови.
- Голова ради: Шевченко Сергій Грогорович
- Секретар ради: Коновал Валентина Іванівна

### Керівний склад попередніх скликань
| ПІБ                        | Основні відомості                                                                      | Дата обрання | Дата звільнення |
| -------------------------- | -------------------------------------------------------------------------------------- | ------------ | --------------- |
| Шевченко Сергій Григорович | Сільський голова, 1966 року народження, член Комуністичної партії України              | 26.03.2006   | 31.10.2010      |
| Шевченко Сергій Грогорович | Сільський голова, 1966 року народження, освіта вища, член Комуністичної партії України | 31.10.2010   |                 |

Примітка: таблиця складена за даними джерела